# Alberto Taveira Corrêa
Alberto Taveira Corrêa (ur. 26 maja 1950 w Nova Lima) – brazylijski duchowny katolicki, arcybiskup Belém w latach 2010–2025.

## Życiorys
15 sierpnia 1973 otrzymał święcenia kapłańskie i został inkardynowany do archidiecezji Belo Horizonte. Był m.in. rektorem seminarium, wykładowcą uniwersytetu stanu Minas Gerais, a także kapelanem szpitalnym i wikariuszem biskupim ds. duszpasterskich.
24 kwietnia 1991 został mianowany biskupem pomocniczym archidiecezji Brasilia, ze stolicą tytularną Sinnipsa. Sakry biskupiej udzielił mu ówczesny arcybiskup Belo Horizonte – João Resende Costa.
27 marca 1996 został mianowany ordynariuszem archidiecezji Palmas, zaś 31 maja 1996 kanonicznie objął urząd.
30 grudnia 2009 papież Benedykt XVI mianował go ordynariuszem archidiecezji Belém. Ingres odbył się 25 marca 2010. 6 sierpnia 2025 papież Leon XIV przyjął jego rezygnację z urzędu złożoną ze względu na osiągnięcie wieku emerytalnego.